# 아우구스투스 (칭호)
아우구스투스(Augustus)는 역대 로마 황제의 칭호의 하나이다. 이 단어는 라틴어로 존엄자를 의미한다. 이 칭호는 초대 로마 황제 아우구스투스 (옥타비아누스)을 의미하는 경우가 많지만, 그 후에는 로마 제국의 황제를 나타내는 최고의 칭호로 사용되게 되었다. 로마 제국이 붕괴 한 후에도 특히 신성 로마 제국 등 유럽 귀족 남자 이름에 사용되었다.

## 같이 보기
- 아욱토리타스
- 바실레우스
- 아우구스타